# Хотел Европа (Краљево)
Хотел Европа (Краљево) био је угоститељски објекат у центру Краљева, који се налазио на месту данашњег хотела Турист. Један ресторан новоизграђеном хотелу је понео име Европа, у част хотела који му је претходио.

## Историјат

### Изградња хотела
Зграда у којој се налазио Хотел Европа подигнута је на градском тргу 1890. године. Њу су подигла браћа Сретен и Јован Црвчанин. Желели су да подигну модерну гостионицу, којој су дали назив Европа. Зграда је била приземна, а њена фасада је била окренута ка пијаци (која се тада налазила на тргу). На средини су била велика застакљена улазна врата, а са обе стране су се налазила четири велика прозора. Са десне стране зграде налазила се велика дрвена капија којом се улазило у двориште, у коме је била сазидана посебна зграда за кафеџије и госте који су хтели преноћиште. У дворишту су биле изграђене магазе и друге помоћне просторије. Црвчани су желели да подигну хотел, али то нису остварили. Ипак, због лепо уређене унутрашњости и нивоа услуге Европу су Краљевчани називали хотелом.

### Период пре Другог светског рата
Пошто су браћа Црвчанин били презадужени код Државног кредитног завода Управа фондова, суд је донео одлуку о продаји Европе. Управа фондова је на име наплате дуга преузела Европу 1899. године, што је потврдила тапија који је Управи фондова издао Првостепени суд у Чачку. Управа фондова је 14. јула 1900. године продала Европу за 31.105 динара Авраму Крстићу, трговцу из Краљева. Европа је остала власништво породице Крстић до 1948. године. Након смрти Аврама Крстића 1923. године гостионицу је наследила Аврамова удовица Драга. Након Драгине смрти требало је да по трећина власништва припадне синовима Предрагу и Душану, а последња трећина деци Живка Крстића. Пошто су се Крстићи бавили само трговином, гостионицу су издавали под закуп.
Гостионица је била реновирана више пута. Године 1925. купљен је нови намештај, после чега је гостионица званично названа Хотел Европа. Око 1936. године испред зграде, преко целог тротоара је постављена метална конструкција са надстрешницом. У склопу зграде је био и ресторан, а испод ње се налазио подрум. Од 1900. до 1915. Европу је закупио Бошко Пантовић-Солдатовић. Зна се да је Мома Тодосијевић држао Европу између 1930. и 1933, када је морао да се повуче због финансијских проблема. Следећи закупци су били Властимир Лале Спасојевић (1933-1935) и Мита Миловић, који пре тога био закупац Хотела Београд. Миловић је радио у Европи све до 1941, када одлази у Крушевац.
Европа је у међуратном периоду важила за угоститељски објекат који је пружао врхунску услугу. Била је позната по добром роштиљу, као и по својој посластичарници, у којој је најчувенија била мока торта. У посебно уређен сепаре редовно су навраћали познати краљевачки трговци: Радовановић, Кнежевић, Аритоновић, инжењери Фабрике авиона и други. Хотел је имао сталне госте: трговце, занатлије, чиновнике и официре. Суботом и недељом увече овај хотел је био једно од омиљених места за провод у граду.

### Национализација и рушење
Током Другог светског рата Европа је радила само накратко. Свој рад је обновила по ослобођењу. Од 1. јануара 1947. ушла је у састав новоформираног Народног угоститељског предузећа Столови. Хотел је национализован 1948. године. Зграда Европе срушена је 1954. године како би се направило места за Хотел Турист. Једна сала ресторана новог хотела је названа Европа у спомен на угоститељски објекат који је претходио Туристу.

## Галерија
- Градска пијаца на тргу и Хотел Европа око 1910. године
- Хотел Европа током тридесетих година